# Буранне (Соль-Ілецький міський округ)
Бура́нне (рос. Буранное) — село у складі Соль-Ілецького міського округу Оренбурзької області, Росія.

## Населення
Населення — 1418 осіб (2010; 1565 у 2002).
Національний склад (станом на 2002 рік):
- росіяни — 64 %
- казахи — 29 %